# Комбіновані гірничі роботи
Комбіновані гірничі роботи (рос. комбинированные горные работы, англ. combined mining operations, нім. kombinierte bergmännische Arbeiten f pl) — розробка родовища корисних копалин з одночасним або послідовним застосуванням в певному технологічному зв'язку підземних і відкритих гірничих робіт. Поєднання відкритого способу розробки та підземної відкатки дозволяє використовувати основні переваги відкритого способу та уникнути труднощів з транспортом.